# 油脂酵母科
油脂酵母科（学名：Lipomycetaceae）为酵母菌目的一个科。此科的模式属为油脂酵母属（Lipomyces）。本科真菌許多分布於土壤中，也有部分生長於昆蟲體內。

## 下级分类
- Babjevia
- Dipodascopsis
- Kawasakia
- Kockiozyma
- Limtongia
- 油脂酵母属 Lipomyces
- Myxozyma